# Fausto Silva
Fausto Corrêa da Silva, mieux connu comme Fausto Silva, nommé du grand public Faustão (Le Grand Fausto), est un animateur de télévision, journaliste et acteur brésilien né le 2 mai 1950 à Sao Paulo. Commencent d'abord sa carrière en que journaliste sportif à la radio, il s'impose en présentateur de la télévision pour son talent de l'improvisation.
Le principal programme qu'il a presenté s'appelait Domingão do Faustão (1989 - 2021), diffusé sans interruption le dimanche sur Rede Globo, le principal réseau brésilien de télévision. En 2022, il présente un nouveau programme sur le réseau brésilien Band.

## Biographie
Fils d'ascendance portugaise d'un père économiste (Amauri Correia Silva) et d'une professeuse de langue (Cordélia Moraes Correia Silva), Fausto Silva né le 2 mai 1950 à Sao Paulo. Durant son enfance, il habité dans plusieurs villes de la périphérie de Sao Paulo, il était enfant de chœur à son église locale d'Araras et envisagé d'être prêtre.
Lorsque sa famille déménagea à Campinas, il fréquenta le Collège Estadual Culto à Ciência avec comme camarade de classe la future actrice et politicienne Regina Duarte. Il fait sa première expérience professionnelle en tant que présentateur sur les radio Cultura e Brasil. Après avoir quitté l'école, il entre à la Faculté de Droit de l'Université pontificale catholique de São Paulo, mais abandonne le cours en quatrième année.

## Domingão do Faustão
Il fait ses débuts sur la chaîne TV Globo le 26 mai 1989 où il présente l'émission Domingão do Faustão diffusée tous les dimanches après-midi. Elle fut l'émission la plus rentable de la chaîne et durera jusqu'en 2021 avec à son actif 32 ans de diffusion,.

## Mème sur Internet
Depuis la décennie 2010 un certain nombre de clips de ses émissions fut diffusées sur Internet et deviennent des mèmes, par exemple, un passage de 2011 où les participants n'ont pas puent répondre à la question fut remarqué pour le "Errou!" (Faux!) de Faustão. Un autre moment tout aussi massivement diffusé est un passage présente sont invention, une churrascaria télécommandé, cependant, la machine court-circuite et met en feu la churrascaria elle-même, ce à quoi Faustão retorque un "Tá pegando fogo bicho!" (C'est en feu mec!),.
Le présentateur a été aussi le personnage principal d'une fanfiction où il est en couple avec l'actrice Selena Gomez,.